# Squalus crassispinus
Squalus crassispinus is een vissensoort uit de familie van de doornhaaien (Squalidae). De wetenschappelijke naam van de soort is voor het eerst geldig gepubliceerd in 2007 door Last, Edmunds & Yearsley.